# Франклин (окръг, Небраска)
Вижте пояснителната страница за други населени места с името Франклин.
Окръг Франклин (на английски: Franklin County) е окръг в щата Небраска, Съединени американски щати. Площта му е 1492 km², а населението - 3574 души (2000). Административен център е град Франклин.